# آرسول
آرسول (به انگلیسی: Arsole) با فرمول شیمیایی C۴H۴AsH یک ترکیب شیمیایی است. که جرم مولی آن ۱۲۸٫۰۰ g/mol می‌باشد. 